# Váchartyán
Váchartyán község Pest vármegyében, a Váci járásban.

## Fekvése
Budapesttől mintegy 30 kilométerre fekszik észak-északkeleti irányban. Északról a Cserhát dombjai védik a zord északi széltől, délre kinyílik a láthatár, és jó időben ellátni akár Leányfalu, Szentendre és a budai hegyek házaiig is. Az M2-es autóút megépülésével a közúti közlekedés is jobb minőségűvé vált, mint a megye más, félreesőbb területein.

### Megközelítése, közlekedése
Főutcája a 2105-ös út, ezen érhető el Vác és Galgamácsa irányából is; Kisnémedivel és azon át Püspökszilággyal a 21 114-es számú mellékút köti össze. Határszélét délkeleten érinti még az Őrbottyán főutcájaként húzódó 2103-as út is.
A hazai vasútvonalak közül a Budapest–Vácrátót–Vác-vasútvonal ás az Aszód–Vácrátót-vasútvonal is érinti, előbbinek két megállási pontja van a határai között, utóbbinak pedig egy harmadik, de az már megszűnt. Rudnaykert megállóhely a belterület délkeleti szélén létesült, ennek közúti elérését csak önkormányzati utak biztosítják, Váchartyán megállóhely pedig a faluközpont déli szélén található, ezt a 21 315-ös számú mellékút szolgálja ki. A már bezárt Kisnémedi megállóhely a lakott terület keleti szélén helyezkedett el, közvetlenül a 21 114-es út vasúti keresztezése mellett.
Helyközi autóbuszjáratok: 313, 315, 339, 347, 348

## Története
Váchartyán és környéke ősidők óta lakott hely, amit az itteni Várhegyen talált bronzkori leletek is bizonyítanak. A település már az Árpád-korban lakott hely volt. Első ismert birtokosai az Ákos nemzetség tagjai voltak.
Nevét már 1276-ban említette oklevél Harquiian, ekkor a pápa a nyúlszigeti apácák birtokaként irta össze. 1386-ban Harkyan néven ugyancsak az apácák birtokaként határolták körül. A 14. század elején birtokosa a Rátóti család volt.
1426-ban a váci püspök kapta adományba Zsigmond királytól.
A török időkben mindössze 19 családot tartottak számon. A török megszállást követően viszonylag hamar benépesült. A lakosság többsége a református vallást gyakorolta. Templomát, mely eredetileg Árpád-kori, keleti tájolású volt, kőfallal körülvéve, ebben az időben kibővítették, kiszélesítették.
Református temploma a 18. században épült, miután az Árpád-kori templom, ismét katolikus "lett". Rajta a dátum: 1785, már a torony építésének befejezésére utal. Valójában Mária Terézia uralkodásának idején épült, egyhajós, karzattal.

## Címerének leírása
Álló, csücskös talpú tárcsapajzs, ezüst mezejében lebegő címerkép: vörös szívből nőtt, arany bogyótermésű három zöld olajág. A címerpajzsot barokkos, griff-fejes, vörös bélésű arany kartus övezi, felül vörössel és kékkel ékített, vörös bélésű arany heraldikai koronával süvegezetten. A címer alatt lebegő, hármas tagolású, fecskefarok-végződésű, íves arany szalag, középső mezejében feketével nagybetűs VÁCHARTYÁN településnév.
A település címerének megtervezéséhez két régi pecsétábrázolás adott támpontot. Az 1824-ben készült pecséten szívből növekvő három olajág, illetve a legkorábbi pecsétábrázoláson barokkos díszítésű pajzson szívből növekvő három rózsa látható. Ez utóbbi pecsétnyomat, amely 1998-ban volt 290 éves, heraldikai jellegű: a település címerét ábrázolja. 1705-től 1843-ig, pontosan 138 éven keresztül ez volt a község hiteles címere.
Sorra véve a két címerkép értelmezését, a szívből nőtt rózsa igen közkedvelt keresztény ikonográfiai jelkép, elterjedése az ellenreformációt követő Mária-kultuszhoz kapcsolódik. Hordozza a Mária-tisztelet fő mondanivalóját: teljes szívünkkel forduljunk Máriához, a "rózsák királynőjéhez". A jelkép jelentéstartalma többrétegű; Krisztus Mária fia, tehát a Máriát jelképező szív és a Krisztust szimbolizáló rózsa az anya-fiú viszonyra utal. A középkori misztika hatására, főként a Krisztus szenvedéseiben való elmélyülés eredményeként alakult ki a Jézus szíve-tisztelet.
A későbbi pecsétkép, a szívből növekvő három olajág tulajdonképpen az előzőekben ismertetett motívum átírása. Az olajág a keresztény ikonográfiában - mint örökzöld növény - az örök életet jelképezi, tehát a szív-táplálta ágaknak élőbb növénynek kell hatniuk, emellett mindenképpen termő ágakként kell ábrázolnunk őket. Az olajág és a bogyójából nyert olaj ugyanis a középkortól Szűz Mária tiszta és gyógyító erejét szimbolizálja.
Az olajág szintén utal Krisztusra is. A bibliai Paradicsom meg nem határozott fáit koronként olajfának is képzelték. Az Ószövetségben az olajfa az áldás, kegyelem, a bölcsesség és az Istenbe vetett bizalom jeleként szerepel.
Az ókeresztény művészet kerülte a megalázott és emberként szenvedő Krisztus ábrázolását, a keresztre feszítést, ezért az Olajfák hegyének tövében, a Getszemáni kertben lejátszódó eseményeket is csak utalásképpen, két olajfa közt álló Krisztussal jelenítette meg. A legenda szerint Krisztus keresztjének fáját három fa adta. Itt több variációval is találkozunk, de minden esetben az olajfa, a cédrus, a fenyő, a ciprus és pálma kerülnek említésre. A szóban forgó fák közül a cédrus Krisztus királyságának, a ciprus feltámadásának, a fenyő halhatatlanságának, a pálma vértanúságának, az olajfa pedig az általa meg-hirdetett békének a jelképe. Innen került az olajág a békegalamb csőrébe is.
A szívből növő két jelkép vallásos jellegén túl kapcsolódik a népi hitvilághoz is. Formájában rokonságot mutat a háromágú világfával, de a rózsa a Napos világfával is. A rózsák elhelyezkedésükkel a Nap útját követik az égen: lent-fent-lent, azaz felkeltekor, delelőben legmagasabban és nyugtakor. A néprajzi hasonlóságok közül említhető még a lakodalmi kalácsba tűzött hármas ággal, vagy a sírra tűzött, fejfa tetejére tűzött három ágú termőággal való párhuzam is. A népművészet faragás- és hímzésmotívumai között - többnyire már a földi szerelem jelképeként - szintén élő jelképként maradt fenn napjainkig ez az ábrázolás.
A címert barokk arany kartus övezi. Ez az arany keret egyúttal hasonlóságot mutat a megyecímert övező arany barokkos kartussal is, ezzel mintegy a megyei hovatartozást is jelzi képletesen.

## Közélete

### Polgármesterei
- 1990–1994: Juhász István (független)[3]
- 1994–1998: Juhász István (független)[4]
- 1998–2002: Juhász István (független)[5]
- 2002–2006: Juhász István (független)[6]
- 2006–2010: Juhász István (független)[7]
- 2010–2014: Koblász Sándor (független)[8]
- 2014–2019: Koblász Sándor (független)[9]
- 2019–2024: Koblász Sándor (független)[10]
- 2024– : Koblász Sándor (független)[1]

## Népesség
A település népességének változása:
| Lakosok száma | 1772 | 1728 | 1767 | 1782 | 1778 | 1766 | 1735 |
|               | 2013 | 2014 | 2018 | 2021 | 2022 | 2023 | 2024 |

A 2011-es népszámlálás során a lakosok 88,2%-a magyarnak, 0,5% németnek, 0,6% románnak mondta magát (11,7% nem nyilatkozott; a kettős identitások miatt a végösszeg nagyobb lehet 100%-nál). A vallási megoszlás a következő volt: római katolikus 41,4%, református 17,9%, evangélikus 1,4%, görögkatolikus 0,2%, felekezeten kívüli 11,2% (26,7% nem nyilatkozott).
2022-ben a lakosság 92,5%-a vallotta magát magyarnak, 0,7% cigánynak, 0,7% németnek, 0,3% lengyelnek, 0,1-0,1% románnak és ruszinnak, 3,3% egyéb, nem hazai nemzetiségűnek (7,4% nem nyilatkozott; a kettős identitások miatt a végösszeg nagyobb lehet 100%-nál). Vallásuk szerint 31,7% volt római katolikus, 14,8% református, 1,6% evangélikus, 0,3% görög katolikus, 0,7% egyéb keresztény, 1% egyéb katolikus, 12,3% felekezeten kívüli (37,7% nem válaszolt).

## Nevezetességei
- Római katolikus templom
- Református templom
- Gosztonyi-kastély
- Rudnay-kastély

## Képgaléria

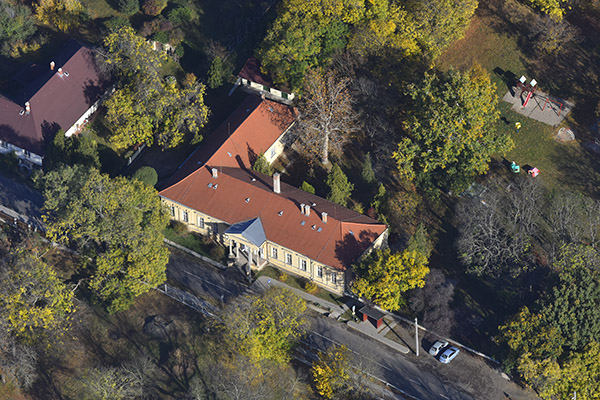
Gosztonyi-kastély - légi felvétel
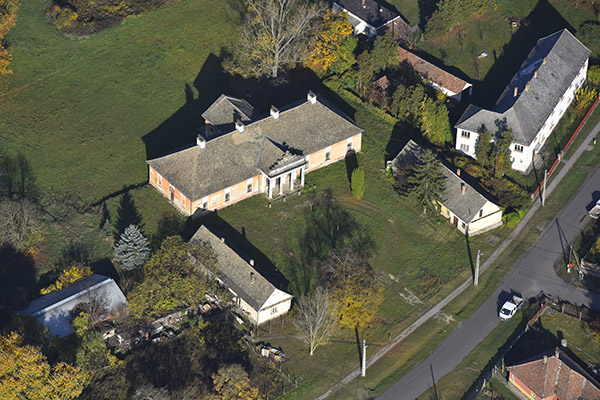
Rudnay-kastély - légi fotó
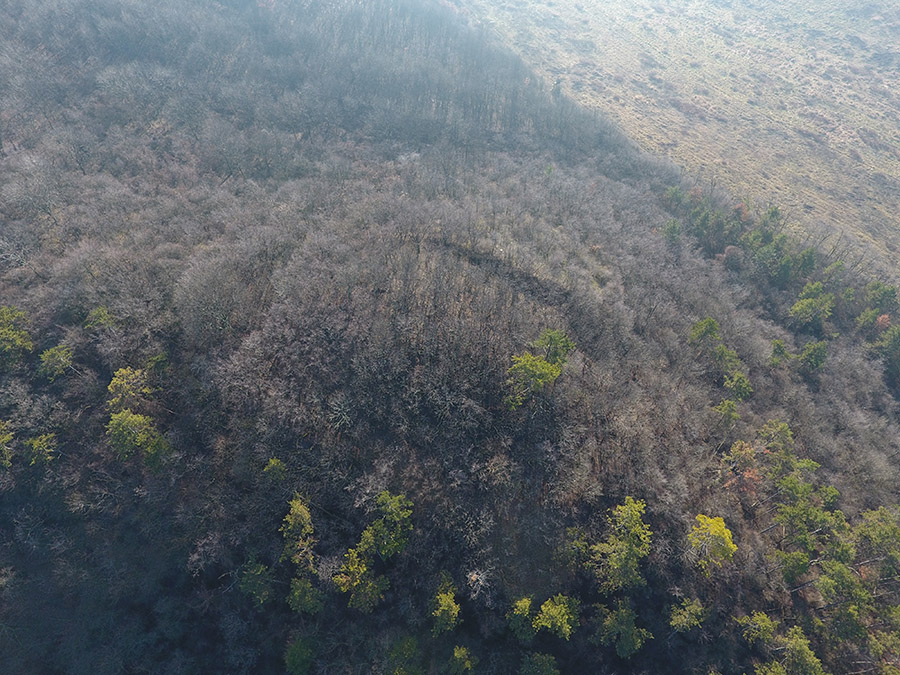
Váchartyán, Várhegy - légi fotó
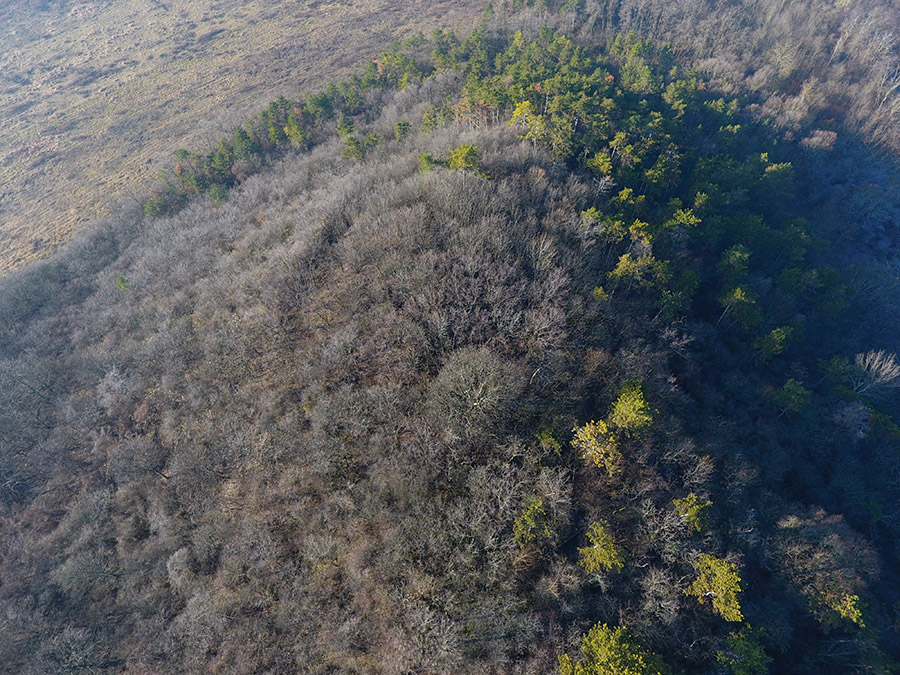
Váchartyán, Várhegy - légi felvétel
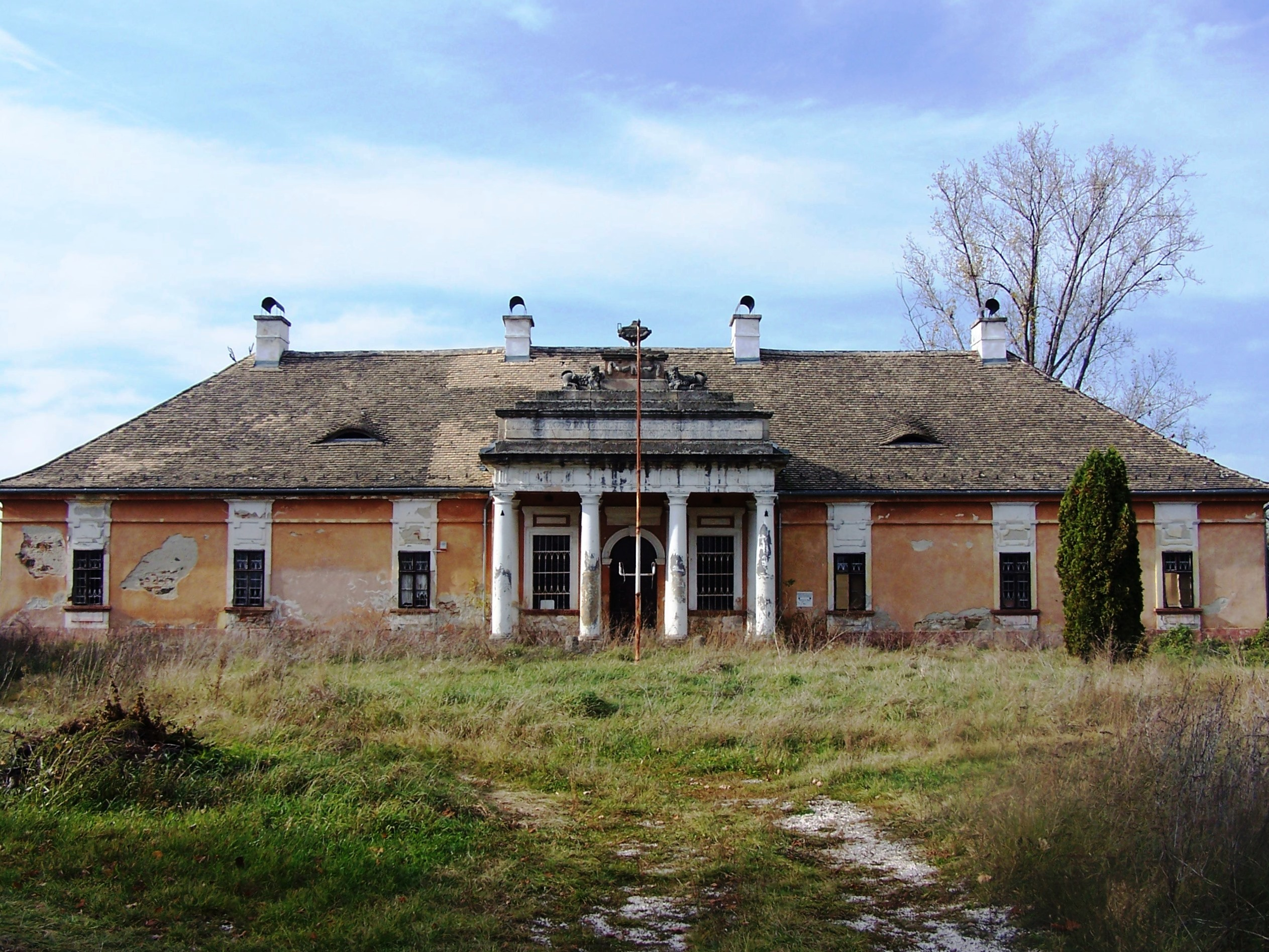
Rudnay-kastély

## Külső hivatkozások
- Váchartyán az utazom.com honlapján